# Liste lateinischer Phrasen/I

## I
I, fuge. Sed poteras tutior esse domi.
„Geh, flieh! Aber du könntest zu Hause sicherer sein.“ – Martial, Epigrammata 1,3,12.
I missus, veni vocatus.
„Geh, wenn man dich schickt, komm, wenn man dich ruft.“

## Iacta
Iacta alea esto
„Der Würfel soll gefallen sein!“ – Variante von Caesars Ausspruch Alea iacta est. Zitiert nach Suetons De vita Caesarum, Caesar 33,1, wo der Satz im griechischen Original zitiert wird:
„Ἀνερρίφθω κύβος.“
Iacta est alea.
„Der Würfel ist gefallen.“ – Abwandlung von Alea iacta est, Wahlspruch des Reformators Ulrich von Hutten, der auf Deutsch mit Ich hab’s gewagt übersetzt wird.

## Iactura
Iactura paucorum servat multos.
„Der Verlust von Wenigen ist die Rettung vieler.“

## Iam
Iam proximus ardet / Ucalegon.
„Schon brennt es beim Nachbarn Ukalegon.“ – Aus Äneas’ Beschreibung des brennenden Troja in der Aeneis des Vergil (2,311 f.).
Iam scies patrem tuum mercedes perdidisse.
„Gleich wirst du wissen, dass dein Vater das Lehrgeld verloren hat.“ – Zitat aus Hermeros’ Schimpfrede auf Giton bei Petronius, Satyricon 58,8.
Iam seges est, ubi Troia fuit.
„Schon sind Felder, wo Troja gewesen ist“ (nach der völligen Zerstörung der Stadt Troja) – Odysseus in seinem Brief an Penelope bei Ovid, Heroides 1,53.

## Ibi
Ibi debet quis puniri, ubi quis deliquit.
„Dort muss einer bestraft werden, wo er sich vergangen hat.“ Römische Rechtsmaxime über die Zuständigkeit des Gerichtes des Tatorts.
Ibi fas, ubi proxima merces.
„Dort ist das Recht, wo der Gewinn am nächsten ist.“ Lucan, Pharsalia 10,408.
Der Kontext ist die Beschreibung der skrupellosen Soldateska im Bürgerkrieg: „Nulla fides pietasque viris, qui castra secuntur / venalesque manus“ („Keine Treue und kein Ehrgefühl haben die Männer, die im Lager leben, nur käufliche Hände“), heißt es unmittelbar vorher (407 f.).

## Ibidem
Ibidem (ibid.)
„Ebenda“ – Gewöhnlich bei bibliographischen Angaben

## Id
id est (i. e.)
„Das ist“ – entspricht dem deutschen „das ist“ und „das heißt“ bzw. deren Abkürzung „d. i.“ und „d. h.“ (Nicht zu verwechseln mit „zum Beispiel“/„z. B.“)
Die Wendung wird besonders in der englischen Schriftsprache verwendet und als „that is“ gelesen. (Analog dazu wird in der englischen Schriftsprache anstelle von „for example“ (dt. ‚zum Beispiel‘) in der Regel „e. g.“ (Abk. von lat. exempli gratia) verwendet, entsprechend „z. B.“.)
Id fecit cui prodest.
Das hat der getan, dem es nützt.
Id fieri potest, ut fallar.
Es kann sein, dass ich mich irre.

## Idem
Idem ius omnibus
„Gleiches Recht für alle“
Idem per idem
„Dasselbe durch dasselbe“ – Bezeichnung für den logischen Fehler, der darin besteht, dass bei der Definition eines Begriffs dieser selbst im zu definierenden Ausdruck auftritt. Spezialfall einer Zirkeldefinition.
Idem velle atque idem nolle, ea demum firma amicitia est.
„Dasselbe wollen und dasselbe nicht wollen, das erst ist feste Freundschaft.“ – Sallust, de coniuratione Catilinae 20,4.

## Idola
Idola Specus
„Höhlen-Trugbilder“ – In Anspielung auf Platons Höhlengleichnis laut Francis Bacon diejenigen Täuschungen, die sich aus den dunklen Tiefen des Individuums ergeben.
Idola Theatri
„Trugbilder des Theaters“ – Trugbilder des Theaters. Irrtümer aus überlieferten, überzeugend dargelegten Lehrsätzen.
Idola Fori
„Trugbilder des Marktes“ – Laut Bacon diejenigen Irrtümer, für die der Sprachgebrauch verantwortlich ist.
Idola Tribus
„Trugbilder der Gattung“ – Laut Bacon Fehler unseres Verstandes

## Iesu/Jesu
Jesu Juva (J.J.)
Jesus, hilf! – Phrase am Anfang künstlerischer Werke. Bekanntes Beispiel ist Johann Sebastian Bach, der seine Werke nahezu immer mit „J. J.“ überschrieb.

## Iesus/Jesus

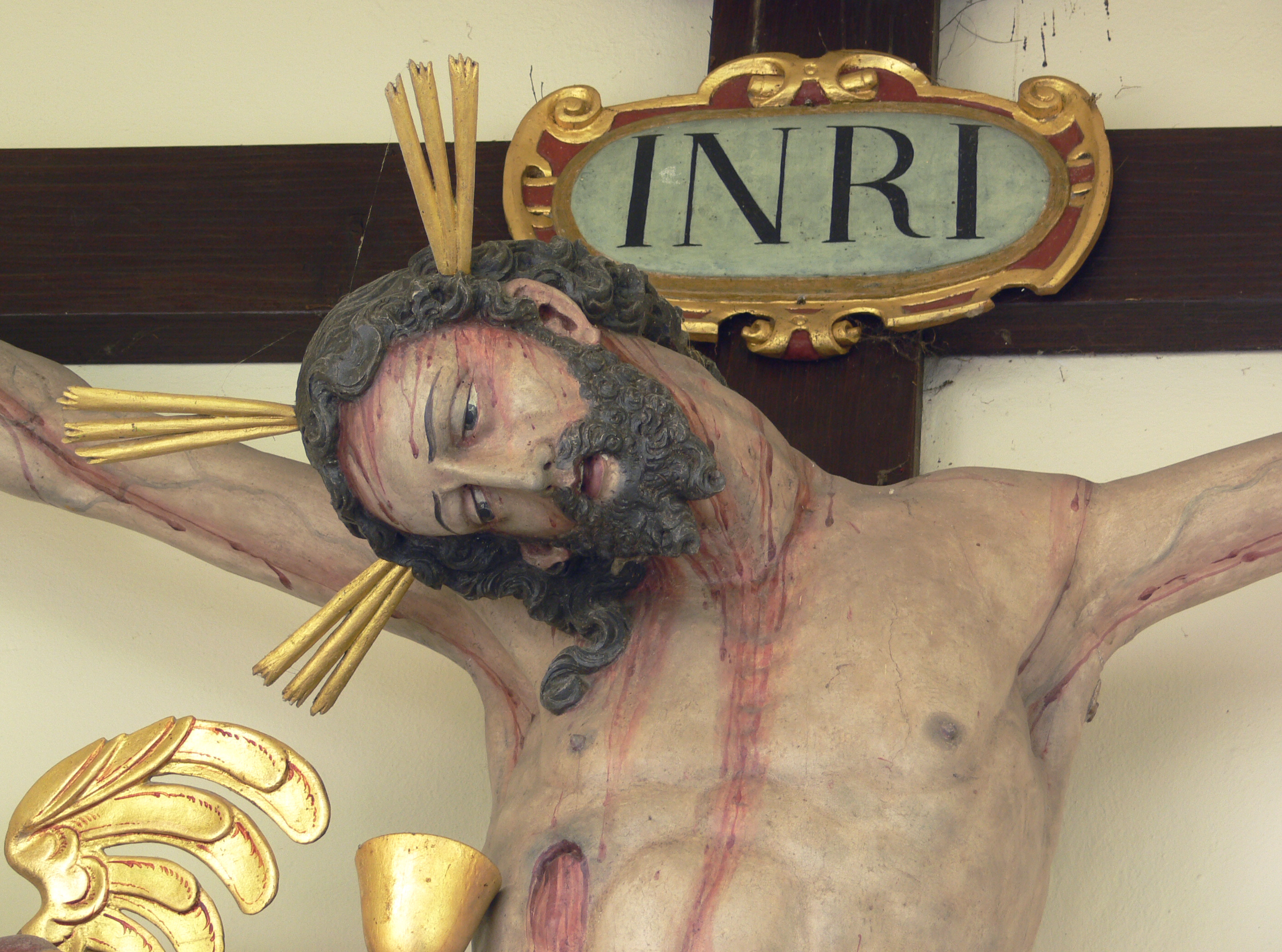
INRI am Kruzifix der Heiligkreuzkapelle in Brochenzell

Jesus Hominum Salvator (IHS)
„Jesus (ist) Erlöser der Menschen“ – Das Christusmonogramm IHS leitet sich ab von der Transkription der ersten drei Buchstaben des griechischen Namens Jesu, ΙΗΣΟΥΣ IESOUS: Iota, Eta und Sigma. Eine volkstümliche Deutung ist im Deutschen auch „Jesus, Heiland, Seligmacher“. Verbreitet ist auch die lateinische Schreibweise „Iesus Hominum Salvator“.
Iesus Nazarenus Rex Iudaeorum (I.N.R.I.)
„Jesus von Nazareth, König der Juden“ – Die auch als Kreuztitel (titulus crucis) bezeichnete Überschrift wurde nach Darstellung der Evangelien von den Römern über dem Haupt Jesu am Kreuz angebracht. INRI sind die lateinischen Initialen der Überschrift.

## Ignava
Ignava ratio
„Faule Vernunft“ – Bei den Stoikern die Bezeichnung der Position ihrer Gegner, die die Willensfreiheit leugneten und der Ansicht waren, dass die menschliche Vernunft keinen Einfluss auf den Lauf der Dinge habe.

## Ignem
Ignem ab igne
„Feuer von Feuer“

## Igni
Igni ferroque
„Mit Feuer und Schwert“ – Durch äußerste Gewalt, z. B. igni ferroque minari („mit der völligen Vernichtung bedrohen“). Varianten sind igne atque ferro, igni et ferro, ferro ignique und weitere.
Ferrum („Eisen“) ist in diesen Ausdrücken gebraucht wie unser Eisen, Stahl, Klinge für „das Schwert, der Dolch“.

## Ignis
Ignis aurum probat.
„Feuer prüft das Gold“ oder „Feuer erweist das Gold“.
Ignis et aquae interdictio
„Untersagung von Feuer und Wasser“ – Verbannungsformel
Ignis, mare, mulier tria mala.
„Feuer, Meer und Weib sind die drei Übel.“ – Variante zu „Mare ignis mulier: tria sunt mala.“ („Meer, Feuer und Weib sind die drei Übel.“), ein aus dem Griechischen übersetzter misogyner Spruch: Θάλασσα καὶ πῦρ καὶ γυνή, κακὰ τρία.

## Ignoramus
Ignoramus et ignorabimus.
„Wir wissen es nicht und werden es nicht wissen.“ – Diese Feststellung geht zurück auf einen Vortrag des Naturwissenschaftlers Emil du Bois-Reymond und eine Komödie von George Ruggle.

## Ignorantia
Ignorantia iuris nocet.
„Rechtsunkenntnis schadet.“ – Unkenntnis des Rechts schützt nicht vor Strafe.
Ignorantia non est argumentum.
„Unwissenheit ist kein Argument“ – Laut Friedrich Engels angeblicher Ausspruch des Philosophen Baruch Spinoza
Ignorantia legis non excusat.
„Unwissenheit schützt vor Strafe nicht.“

## Ignoratio
Ignoratio elenchi
„Unkenntnis des Beweises“ – Bezeichnung für einen Beweisfehler, der darin besteht, dass das, was bewiesen werden soll, ignoriert wird.

## Iliacos
Iliacos intra muros peccatur et extra.
„Innerhalb der trojanischen Mauern wird gesündigt und außerhalb.“ Horaz, Epistulae 1,2,16.
Durch das Zitieren des unvollständigen Satzes wird der originale Sinn verfälscht. Es geht nicht darum, dass überall gesündigt wird, sondern dass durch „Zwist, Ränke, Frevel, Wollust und Zorn“ Verbrechen begangen werden.
In diesem Zusammenhang lobt Horaz Homer, denn „er sagt uns, was schön (pulcrum) und was verwerflich (turpe) ist“, und entwickelt aus seiner Homerlektüre die Aufforderung zu einem vernünftigen und genügsamen Leben.

## Ilias
Ilias post Homerum
„Eine Ilias nach Homer“ – Etwas Überflüssiges versuchen, denn die Ilias des Homer galt als unübertrefflich.

## Illa
Illa tamquam cycnea fuit divini hominis vox et oratio.
„Jene Rede war gleichsam der Schwanengesang des erhabenen Mannes.“ Cicero, de oratore 3,6.
Cicero sagt dies über L. Licinius Crassus und bezieht sich auf dessen letzte Rede kurz vor seinem Tod – „septimo die … consumptus est“ („sieben Tage später starb er“) – gegen den Konsul Philippus im Jahr 91 v. Chr.

## Ille
Ille crucem sceleris pretium tulit, hic diadema.
„Der eine wurde für seine Freveltaten gekreuzigt, der andere gekrönt.“ – Decimus Iunius Iuvenalis
Ille qui nos omnes servabit.
„Er, der uns alle retten wird“: in Lost Richards Antwort auf Ilanas Frage, was im Schatten der Statue liege – letztlich eine geheime Losung.
Ille terrarum mihi praeter omnes angulus ridet.
„Jener Erdenwinkel lacht mir vor allen“: Horaz, carm. II 6, mit Bezug auf Tarent als möglichen Alterssitz; sprichwörtlich für einen geliebten Rückzugsort.

## Illud
Illud amicitiae quondam venerabile nomen
„Jenes einst verehrungswürdige Wort Freundschaft“

## Imago
Imago animi sermo est.
„Das Bild der Seele ist die Rede.“ – An seiner Redeweise erkennt man den Menschen.
Imago Dei
„Abbild Gottes“ – Ein religiöses Konzept vom Wesen des Menschen, das auf den Schöpfungsbericht des Alten Testaments zurückgeht (Gen 1,26–27 ).

## Imitatio
Imitatio Dei
„Nachahmung Gottes“ – Es ist eine Forderung verschiedener Religionen, dass Gläubige sich bemühen sollen, gottähnlich zu werden; so schon im Alten Testament in Lev 19,2 : „Heilig sollt ihr sein, denn ich, euer Gott, bin heilig“, oder auch im Werk De imitatione Christi – „Von der Nachfolge Christi“ des Thomas von Kempen.
Imitatio veritatis
„Nachahmung der Wahrheit“ – Entstellung der Wahrheit

## Imitatores
Imitatores servum pecus.
„Nachahmer, ihr sklavisches Rindvieh!“ – Zitat aus den Werken des Dichters Horaz (Epistulae 1, 19, 19)

## Imperare
Imperare sibi maximum imperium est.
„Sich selbst zu beherrschen ist die größte Herrschaft.“ (Seneca, epistulae morales 113,30)

## Imperatricis
Imperatricis auspiciis
„Unter den Auspizien der Kaiserin“ – Motto des Order of the Indian Empire, eines britischen Ritterordens, der 1877 von Königin Victoria gegründet worden ist

## Imperia
Imperia sic excelsa fortunae obiacent.
„So sind die überragenden Reiche dem Schicksal ausgesetzt“ (nämlich so wie die Berggipfel den Stürmen und die Felsen dem Ansturm der Brandung) – Seneca, Ödipus 11.

## Imperium
Imperium in imperio
„Ein Reich im Reich“ – „Ein Staat im Staat“ – d. h. eine Gruppe innerhalb eines Staates, die den Anschein erweckt, als schuldeten ihre Mitglieder Loyalität in erster Linie den Gruppenführern, sodass die Loyalität der ganzen Gruppe zum Staat zu stark vom Verhältnis ihrer Führer zum Staat abhängt.
Imperium Romanum
Römisches Reich – Das von der Stadt Rom beherrschte Gebiet in der Zeit zwischen etwa dem 6. Jahrhundert v. Chr. und dem 5. bzw. 6. Jahrhundert n. Chr.
Imperium sine fine
„Herrschaft ohne Ende“ – Vergil lässt in seinem Epos Aeneis Iupiter sagen, der nach der Zerstörung Trojas heimatlos umherirrende Aeneas solle eine Stadt gründen, aus der einmal Rom entstehen werde; für Rom habe er eine Herrschaft ohne Ende bestimmt.

## Imprimatur

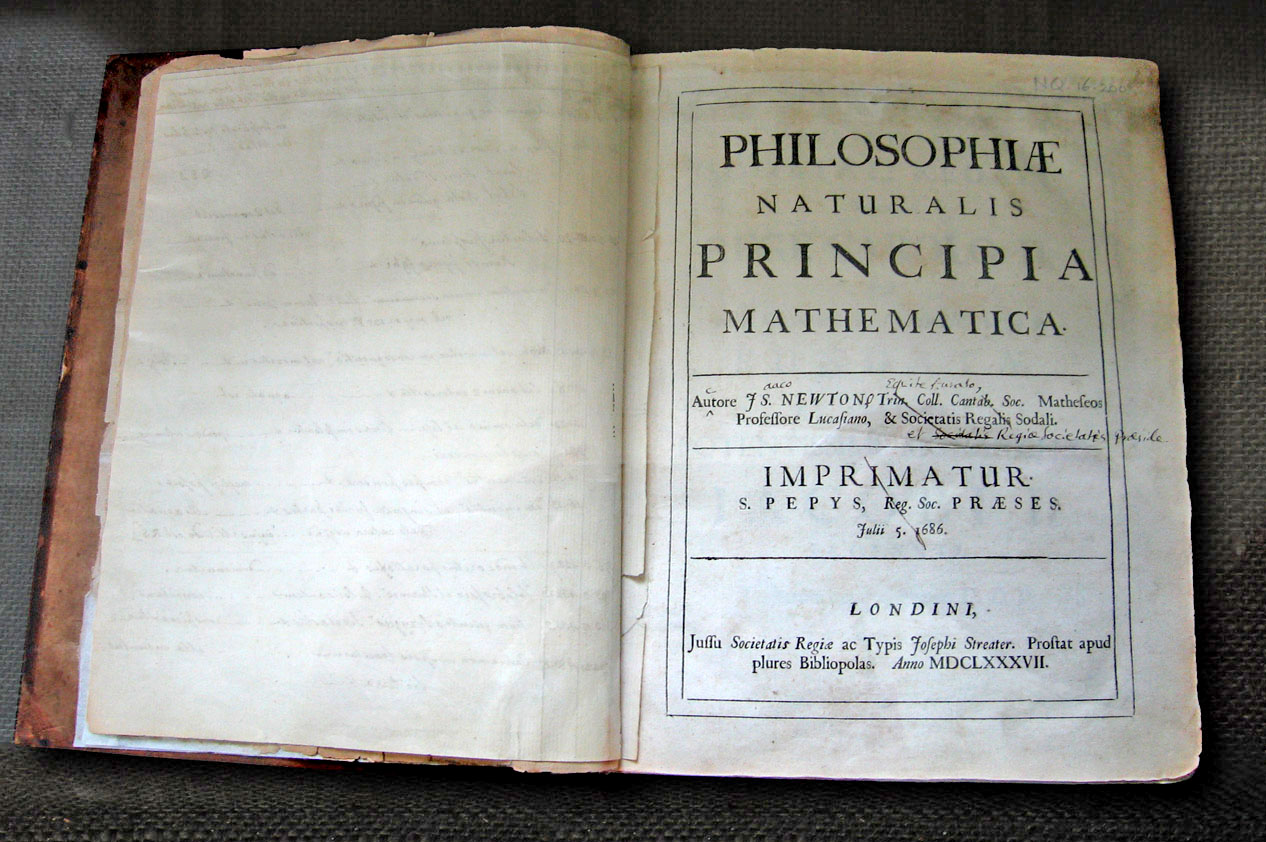
Newtons Principia, mit dem Imprimatur von Samuel Pepys

Imprimatur.
„Es möge gedruckt werden.“ – Kirchliche Druckerlaubnis, die im Normalfall von einem katholischen Bischof gewährt wird.

## Imprimi
Imprimi potest.
„Es kann gedruckt werden.“ – Entspricht dem Imprimatur.

## In

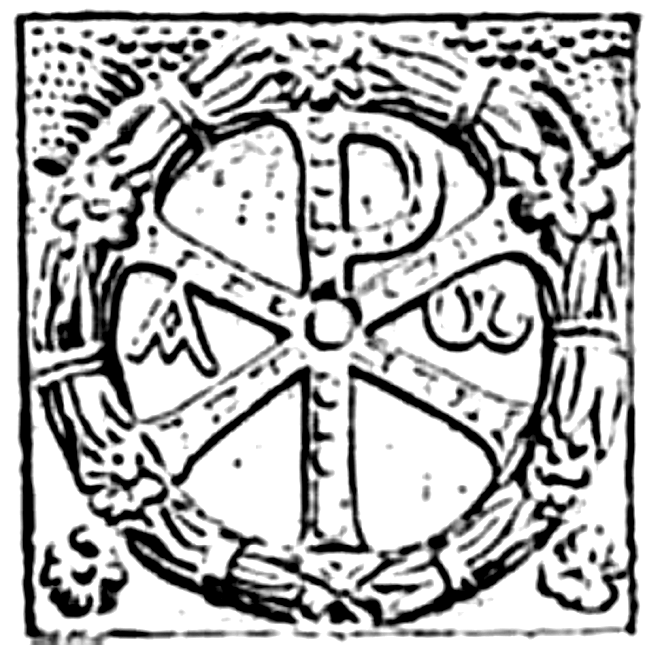
In hoc signo vinces: Labarum

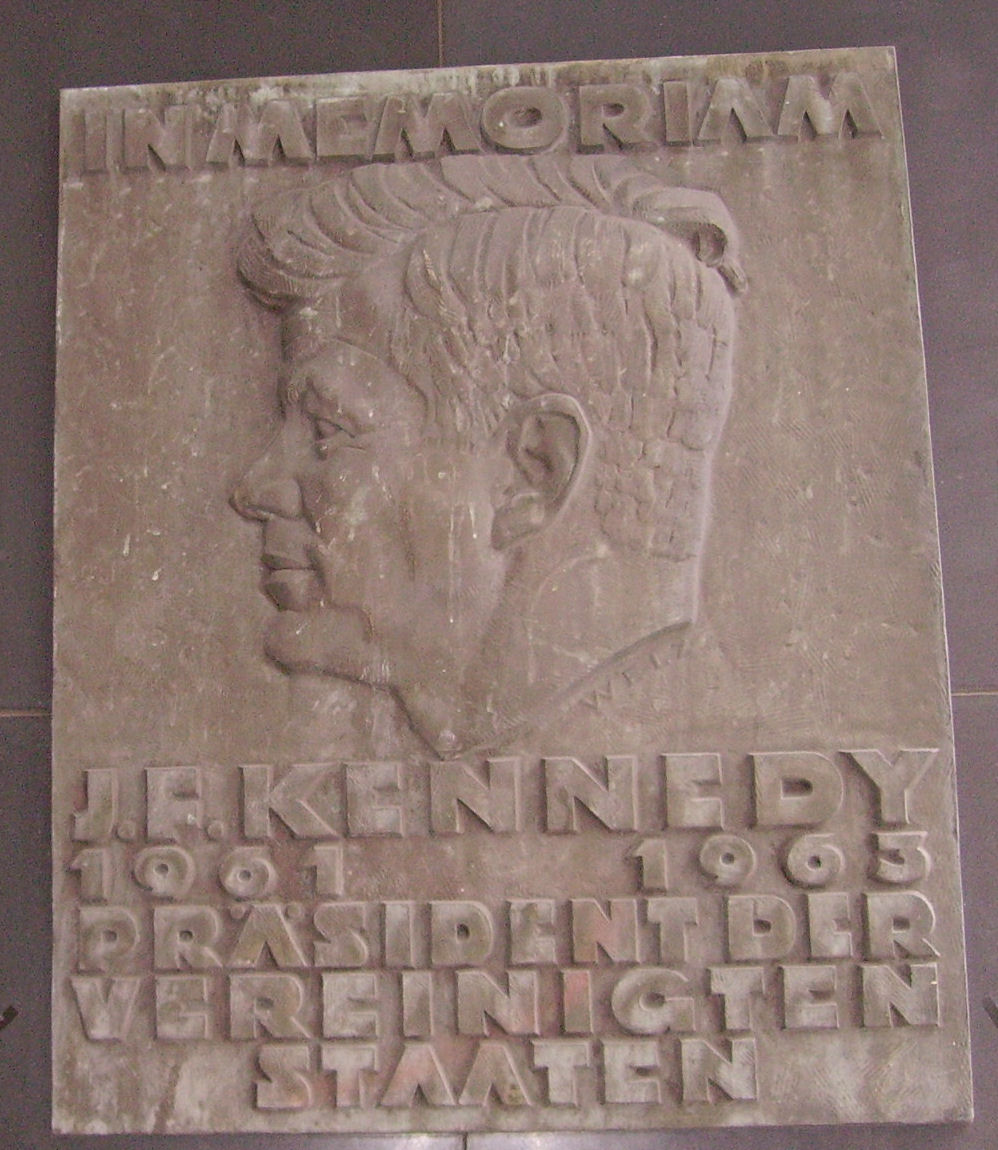
Gedenktafel für John F. Kennedy in Wien

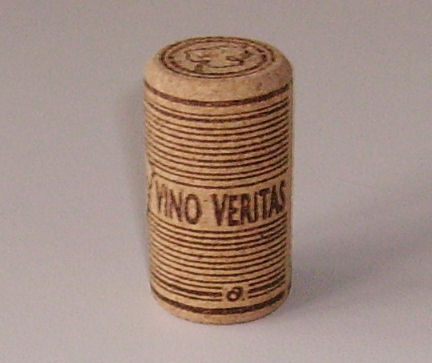
Korken einer Weinflasche

In absentia
„In Abwesenheit“ – z. B. von einer Gerichtsverhandlung, die in Abwesenheit des Angeklagten stattfindet
In abstracto
„Im Allgemeinen“ – Vom Einzelfall abgesehen
In aeternum
„Auf ewig“ – für immer
In alio mundo
„In der anderen Welt“
In arte voluptas
„In der Kunst liegt Vergnügen“ – Wahlspruch der Schlaraffia
In articulo mortis
„Zum Zeitpunkt des Todes“
In Baccho et Venere
„Bei Bacchus und Venus“ – Bacchus ist der Gott des Weines und Venus die Göttin der Liebe.
In balneis salus.
„In Bädern ist Heilung.“
In brevi
„In kurzem“ – In Kürze
In camera
„In der Kammer“ – Im Geheimen
In Capitolium ascendere
„Das Capitol besteigen“ – Im Triumph ins Kapitol einziehen
In casu
„In dem Fall (dass …)“
In casum
„Für den Fall“ – z. B. „In casum contraventionis“ – „im Übertretungsfall“ oder „In casum necessitatis“ – „im Notfall“
In Christo baptizati, Christum induistis.
„Ihr alle, die ihr auf Christus getauft seid, habt Christus als Gewand angelegt.“ – Gal 3,27 .
Bischöflicher Wahlspruch von Franz-Peter Tebartz-van Elst.
In concreto
„In Wirklichkeit“
In corpore
„im Körper“ – In Gesamtheit, gemeinsam; von einer Institution, wenn nicht einzelne Mitglieder tätig werden, sondern die Mitgliederschaft als Ganzes.
In cunabulis
„In der Wiege“ – Davon abgeleitet Inkunabeln oder Wiegendrucke, gedruckte Schriften aus der Frühzeit des Buchdrucks
In dubio mitius
„Im Zweifel das Mildere“ – Konkretisierung der Unschuldsvermutung im Strafprozess
In dubio pro duriore
„Im Zweifel für das Härtere“ – Die Staatsanwaltschaft ist im Strafprozess verpflichtet, auch dann Anklage zu erheben, wenn Zweifel an einer Täterschaft des Beschuldigten bestehen.
In dubio pro libertate
„Im Zweifel für die Freiheit“ – Digesten 50,17,20.
Dieser Grundsatz des Römischen Rechts bestimmte, dass im Fall der testamentarisch nicht zweifelsfrei verfügten Freilassung eines Sklaven dieser als frei zu gelten habe.
Mit der Zeit wurde die Geltung des Satzes dahingehend ausgeweitet, dass eine Verpflichtung aufgrund eines Gesetzes oder Vertrags bei strittiger Auslegung abzulehnen sei.
Heute ein rechtswissenschaftlicher Grundsatz, nach dem im Zweifel zugunsten freier Grundrechtsausübung entschieden werden soll.
In dubio pro reo
„Im Zweifel für den Angeklagten“ – Grundsatz der Rechtsprechung
In duplo
„In doppelter (Ausfertigung)“
In effigie
„Im Abbild“ – Im Gegensatz zu „in Fleisch und Blut“ oder „in persona“. Verbrecher, derer man nicht habhaft werden konnten, wurden in der Vergangenheit oft in effigie gehängt. Bei Demonstrationen wird zuweilen heute noch eine Puppe des verhassten Gegners verbrannt.
In extenso
„In ausgedehnter Form“ – d. h. „ausführlich“, „vollständig“, „ungekürzt“.
In fidem
„Zum Vertrauen“ – Zur Verifizierung durch …
In fine (i. f.)
„Am Ende“
In fine videtur, cuius toni.
„Am Ende sieht man, nach welcher Tonart (das Stück komponiert ist).“ – In der mittelalterlichen Musik lässt sich oft erst an der Finalis erkennen, welche Tonart einem Stück zugrunde liegt.
In flagrante delicto
„Im flammenden Verbrechen“ – d. h. „auf frischer Tat“; wie in flagranti
In flagranti
„Im flammenden (Verbrechen)“ – d. h. „auf frischer Tat“
Verkürzung von „in crimine flagranti“; wie in flagrante delicto
In flore
„In (der) Blüte“
In foro
„Auf dem Forum“ – d. h. „vor Gericht“
In hoc signo vinces.
„In diesem Zeichen wirst du siegen.“ – Bezieht sich auf den Sieg Konstantins des Großen gegen seinen Rivalen Maxentius im Jahr 312 in der Schlacht bei der Milvischen Brücke.
In loco
„Am Orte“ – Wie z. B.: „Die Wasserproben wurden in loco analysiert.“
In loco parentis
„An eines Elternteiles statt“
In lumine tuo videbimus lumen
In deinem Licht schauen wir das Licht. Psalm 36.10.
In manu tua sors mea
„In deiner Hand mein Schicksal“, elliptischer Spruch auf einer Giebelwand eines Hauses auf dem Prinzipalmarkt
In manus tuas commendo spiritum meum
„In deine Hände empfehle ich meinen Geist“ – nach dem Lukas-Evangelium 23, 46 die letzten Worte Jesu am Kreuz
In medias res
(oft auch medias in res)
„Mitten hinein in die Dinge“ – Von Horaz; bezieht sich auf die literarische Technik, eine Erzählung in der Mitte oder gegen Ende der Handlung einsetzen zu lassen. Beispiele sind die Ilias, die Odyssee und Paradise Lost. Vergleiche ab initio.
In memoriam
„Im Gedenken an/zur Erinnerung an“
In natura
„In Wirklichkeit“ – z. B. Er steht in natura vor mir – Er ist wirklich anwesend.
In necessariis unitas, in dubiis libertas, in omnibus caritas
„Im Notwendigen herrsche Einmütigkeit, im Zweifelhaften Freiheit, in allem aber Nächstenliebe.“
In nocte consilium
„Guter Rat kommt über Nacht.“ – Motto des Birkbeck College, University of London.
In nomine Patris et Filii et Spiritus sancti
„Im Namen des Vaters, des Sohnes und des heiligen Geistes“ – Wird in der katholischen Kirche zum Kreuzzeichen nach Matthäus 28,19 gesprochen.
In nova fert animus mutatas dicere formas / corpora.
„Mein Herz treibt mich an, davon zu sprechen, wie Gestalten in neue Körper verwandelt wurden.“ – Ovid, Metamorphosen 1, 1 f
In nuce
„In einer Nussschale“ – in Kürze, auf den Punkt gebracht
In omni adversitate fortunae infelicissimum genus infortunii est fuisse felicem.
„Bei jedem Schicksalsschlag ist die unglücklichste Art des Unglücks, glücklich gewesen zu sein.“
In omnia paratus
„Zu allem bereit“
In omnibus veritas
„In allem die Wahrheit!“ – Motto der Universität Mannheim
In paradisum
„Ins Paradies“ – Anfangsworte eines katholischen Hymnus, der im Mittelalter Teil der Sterbeliturgie wurde. Er beginnt mit den folgenden Versen: „In paradisum deducant te angeli, / in tuo adventu suscipiant te martyres, / et perducant te in civitatem sanctam Ierusalem.“ – „Zum Paradies mögen Engel dich geleiten, / die heiligen Märtyrer dich begrüßen und dich führen in die heilige Stadt Jerusalem.“
In partibus infidelium
„Im Gebiet der Ungläubigen“ – Ungläubige meint hier Nichtchristen. Nach der Eroberung eines beträchtlichen Teils des römischen Reiches durch den Islam wurden die dortigen Bischofssitze formal nicht aufgegeben und als Titularbistümer vor allem an Weihbischöfe vergeben.
In patriam reducere.
„In das Vaterland zurückführen.“ – mit der Bedeutung von: „erobern“
In pectore
„In der Brust/Im Busen“ – Als Redewendung für „im Geheimen“. Ursprung des italienischen in petto. Ein Kardinal in pectore ist ein vom Papst ernannter Kardinal, dessen Name geheim gehalten wird.
In perpetuam memoriam
„Zum ewigen Gedenken“
In pluribus unum
„In der Vielfalt ist die Einheit.“
In praeteritum non vivitur.
„Man lebt nicht auf die Vergangenheit zu.“ – Rechtsgrundsatz, dem zufolge Unterhaltsforderungen für die Vergangenheit grundsätzlich nicht geltend gemacht werden können
In principio erat verbum.
„Im Anfang war das Wort.“ – Anfang des Johannesevangeliums
In re
„In der Sache“ – juristischer Begriff
In regione caecorum rex est luscus.
„Im Land der Blinden ist der Einäugige König.“ – Erasmus, Adagia
In rerum natura
„In der Natur der Dinge“, auch: „in der physikalischen Welt“
In sacco croci dormivit
„Er hat auf einem Sack Safran geschlafen.“ – Die dem Safran eigene Rauschwirkung, die sich in Lachanfällen und der Trunkenheit ähnlichen Symptomen äußern soll, wurde mit dieser Wendung auf sehr ausgelassenes, „übergeschnappt“ wirkendes Verhalten übertragen.
In saeculo
„In der (profanen) Welt“ – Also z. B. außerhalb des Klosterlebens oder vor dem Tod.
In salvo
„In Sicherheit“
In situ
„Am Platze“ – an der ursprünglichen Stelle, in der ursprünglichen Position oder Anordnung, „an Ort und Stelle“.
Z. B. in medizinischen Zusammenhängen zum Ausdruck dafür, dass die Krankheit noch an der ursprünglichen Stelle ist und sich nicht ausgebreitet hat. In der Archäologie, dass sich ein Gegenstand am Ort der Auffindung befindet.
In spe
„In der Hoffnung auf …“
In statu nascendi
„Im Zustand des Geborenwerdens“ – im Anfangszustand
In stipulis magnus sine viribus ignis
„Im Stroh ein gewaltiges Feuer ohne Wirkung“: ein Strohfeuer also.
Vergil Georgica 3.99, äußert sich so über sexuelle Aktivitäten in höherem Alter.
Als ursprüngliche Bauernsprache ist Latein arm an Metaphern und kennt hauptsächlich solche des fließenden Wassers und des Feuers. Für das Verständnis des zitierten Verses ist es ferner hilfreich, zu wissen, dass vires auch Zeugungskraft bedeutet.
In toto
„Im Ganzen“, völlig, gänzlich
In triplo
„In dreifacher (Ausfertigung)“
In tyrannos
„Gegen die Tyrannen“ – Motto von Friedrich Schillers Schauspiel Die Räuber
In usum Delphini
„Zum Gebrauch des Dauphin“ – Seltene Variante von ad usum Delphini
In utrumque paratus
„Zu beidem bereit“ – Vergil, Aeneis 2,61. So wird der Grieche Sinon charakterisiert, der mit seiner Trugrede die Trojaner dazu verleitet, das hölzerne Pferd in die Stadt zu bringen: „auf beides gerüstet, Trug zu vollenden, ansonst dem sichern Tod zu verfallen“
In vacuo
„Im Vakuum“ – Im Unklaren oder in Isolation betrachtet bzw. ohne Bezug auf Fakten oder Beweise
In varietate concordia
„Einigkeit in Vielfalt“ – Europamotto, das zur Schaffung einer europäischen Identität beitragen soll.
Siehe auch das ähnliche Motto E pluribus unum.
In vino feritas.
„Im Wein ist Leidenschaft.“
In vino veritas.
„Im Wein ist Wahrheit.“ – Plinius der Ältere stellt in seiner Naturgeschichte fest:
„vulgoque veritas iam attributa vino est“ („Allgemein schreibt man dem Wein schon bisher Wahrheit zu.“)
Der Satz geht vermutlich auf den griechischen Dichter Alkaios von Lesbos zurück, der schrieb:
„Ἐν οἴνῳ ἀλήθεια.“
In vitro
„Im Glas“ – Experiment oder Vorgang, der in einer nicht natürlichen Laboranordnung abläuft, zum Beispiel in einem Reagenzglas. Gegensatz zu in vivo.
In vivo
„Am lebendigen Objekt“ – Experiment oder Vorgang, der am lebenden Objekt ausgeführt wird, im Gegensatz zu in vitro.

## Inceptio
Inceptio est amentium, haud amantium.
„So handeln Verrückte, nicht Verliebte.“ – Liebe macht verrückt (Terenz, Komödie Andria).

## Incertum
Incertum quo fata ferunt.
„Ungewiss ist, wohin das Schicksal führt.“ – Devise zum Wappen der Stadt Wyk auf Föhr (nach Vergil, Aeneis III,5: incerti quo fata ferant)

## Incipe
Incipe, dimidium facti est coepisse.
Fang an, die Hälfte der Tat ist es, angefangen zu haben!
Incipe pollicitis addere facta tuis.
„Beginne deinen Versprechungen Taten hinzuzufügen!“ – Ovid, Amores 2,16,48.

## Incipit

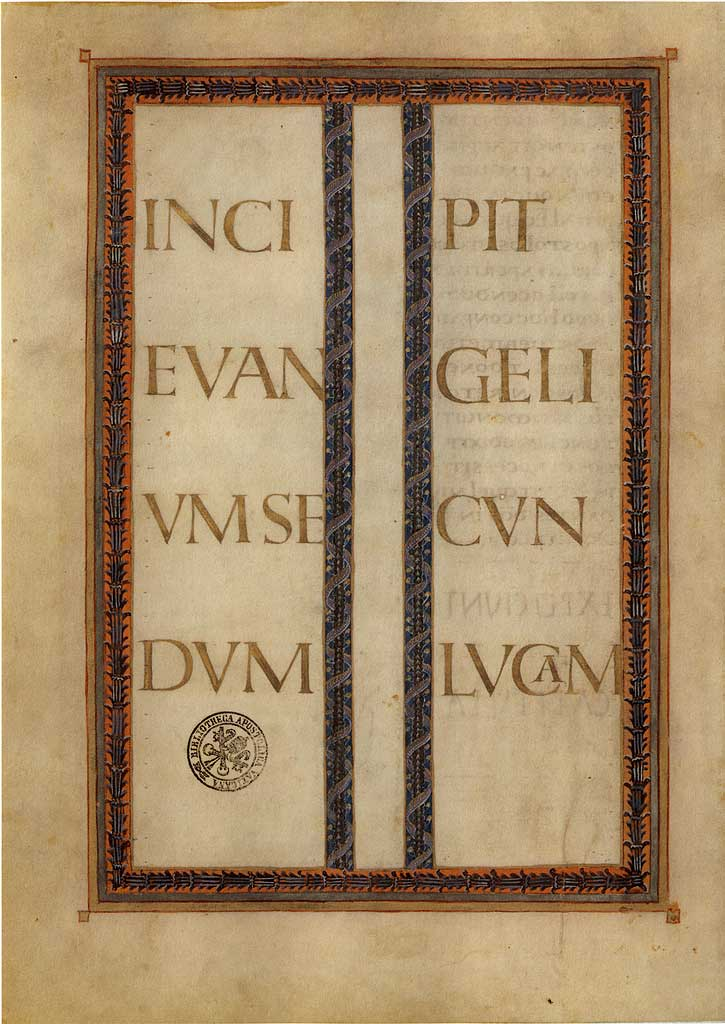
Anfangsseite des Lukasevangeliums im Codex Aureus

Incipit.
„Es fängt an.“ – Anfang eines Textes, nach dem dieser zitiert wird, etwa das „Vater unser“.
 Incipit vita nova.
„Ein neues Leben beginnt.“ – Devise der so genannten symbolischen Kunst des englischen Illustrators Aubrey Beardsley

## Incidere
Incidere in foveam
In eine Grube fallen

## Incidit
Incidit in Scyllam, qui vult vitare Charybdim.
„Es stürzt in die Scylla, wer die Charybdis vermeiden will.“ – Nach dem Vers des Walter von Châtillon (Alexandreis V, 301), wo Dareios III. in der ausweglosen Lage nach der Schlacht von Gaugamela apostrophiert wird: „incidis in Scyllam, cupiens vitare Charybdin“ – „Du gerätst in die Scylla, wenn du die Charybdis meiden willst.“

## Incredibile
Incredibile dictu
„Unglaublich zu sagen“

## Inde
Inde datae leges, ne firmior omnia posset.
„Deshalb gibt es Gesetze, damit der Stärkere nicht alles kann.“
Inde irae et lacrimae
„Daher der Zorn und die Tränen“

## Index

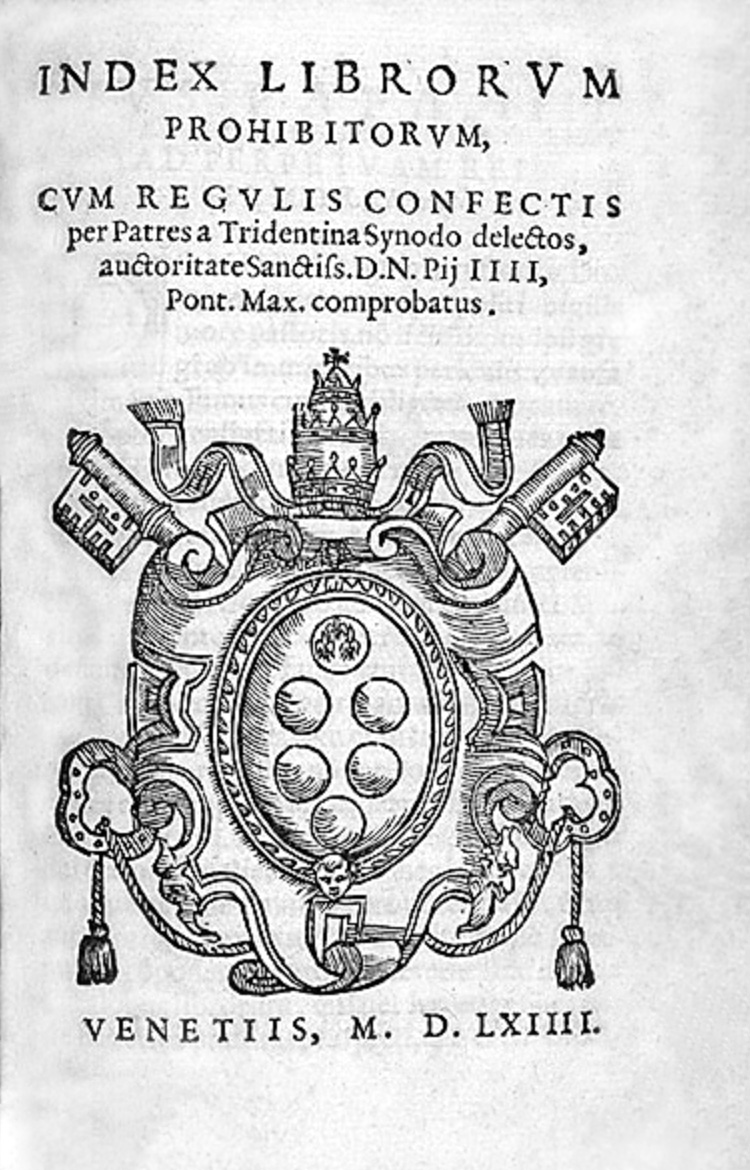
Index Librorum Prohibitorum aus Venedig, 1564

Index Librorum Prohibitorum
„Index der verbotenen Bücher“ – Liste von Büchern, die von der katholischen Kirche als häretisch eingestuft wurden und daher nicht ohne Genehmigung gelesen werden durften. Der Index erschien zuerst 1543, zuletzt 1966 und umfasste am Ende rund 6.000 Titel.

## Indivisibiliter
Indivisibiliter ac inseparabiliter.
„Unteilbar und untrennbar.“ – Motto von Österreich-Ungarn

## Infamibus
Infamibus portae non pateant dignitatum.
„Für Ehrlose stehe der Zugang zu Amtswürden nicht offen!“ – Diese Bestimmung über die Aberkennung der Befähigung zu Staatsämtern geht zurück auf den Codex des Iustinianus (12,1,2).

## Infandum
Infandum, regina, iubes renovare dolorem.
„Unsagbaren Schmerz, Königin, befiehlst du mir zu vergegenwärtigen.“ Vergil, Aeneis 2,3.
Mit diesen Worten beginnt Aeneas seine Erzählung vom Untergang Trojas durch Odysseus’ List mit dem hölzernen Pferd, vom Kampf um die Stadt, von ihrem Brand und von der Flucht mit seiner Familie.

## Infans
Infans detur ei feminae, cuius interfuit, et quae eum curavit, non ei, cuius nihil interfuit, quamquam ex ea natus est.
„Das Kind werde der Frau gegeben, der daran gelegen war und die sich um es sorgte, nicht der, der nicht daran gelegen war, obgleich es aus ihr geboren ist.“ – Vergleiche Bertolt Brechts Theaterstück Der kaukasische Kreidekreis! Diese und andere Fassungen der Geschichte gehen zurück auf die Anekdote von dem sprichwörtlichen salomonischen Urteil im Alten Testament (1. Buch der Könige 3,16–28).

## Infantes
Infantes perhibent et stultos dicere verum.
Walther von Châtillon
„Man vertritt die Ansicht, Kinder und Narren sagten die Wahrheit.“ Verkürzt zitiert: „Kinder und Narren sagen die Wahrheit,“

## Infausta
Infausta
„(Prognose) hoffnungslos“ – Medizinischer Fachausdruck; siehe auch Prognosis

## Influxus
Influxus physicus
„Physischer Einfluss“ – In der Scholastik Bezeichnung für den Einfluss der Seele auf den Körper und im Cartesianismus für die Wechselwirkung zwischen Seele und Körper (influence mutuelle).

## Infra
Infra correcturam (i. c.)
„Unterhalb der Korrektur, eine Korrektur nicht wert“ – Ein Korrekturvermerk, der besagt, dass eine Klausur so deutlich die Anforderungen verfehlt, dass es nicht lohnt, sie bis zum Ende zu korrigieren.

## Ingens
ingens bellum
„gewaltiger Krieg“
In dieser für das Lateinische ungewöhnlichen Wortstellung (Attribut vor Substantiv; vergleiche diverse Einträge unter Bellum) zuerst von Livius in verschiedenen Kontexten gebraucht, um das Besondere der jeweiligen Situation hervorzuheben. So von weiteren antiken Dichtern wie Papinius Statius, Tacitus und Eutropius übernommen. Letzterer hat Livius auch darüber hinaus in weitem Maße als Vorlage genutzt, sogar dermaßen, dass die Suda sein Werk als Auszug ansieht.

## Iniqua
Iniqua nunquam regna perpetuo manent.
„Ungerechte Herrschaft dauert nie für immer.“ Seneca, Tragödie Medea, 196.

## Iniquissimam
Iniquissimam pacem iustissimo bello antefero.
„Den ungerechtesten Frieden ziehe ich dem gerechtesten Krieg vor.“.

## Initia
Initia in potestate nostra sunt, de eventu fortuna iudicat.
„Die Anfänge sind in unserer Macht, über den Ausgang entscheidet das Schicksal.“

## Initio
Initio
„Am Anfang“

## Initium
Initium sapientiae timor Domini.
„Der Anfang der Weisheit ist die Furcht vor dem Herrn.“ (Psalm 111,10 )

## Inquietum
Inquietum est cor nostrum, donec requiescat in te.
„Ruhelos ist unser Herz, bis es ruht in dir.“ Zitat aus den Confessiones des Kirchenlehrers Augustinus von Hippo. Das vollständige Zitat lautet: „Tu excitas, ut laudare te delectet, quia fecisti nos ad Te et inquietum est cor nostrum, donec requiescat in Te.“ – „Du hast uns zu Deinem Eigentum erschaffen und ruhelos ist unser Herz, bis es ruht in Dir.“

## Inserat
Inserat.
„Er soll (es) einrücken.“ – Davon abgeleitet ist das Wort Inserat für eine Zeitungsanzeige in einem Printmedium. Der Begriff kommt daher, dass die Manuskripte mit den Anzeigentexten den Setzern früher mit der lateinischen Aufforderung weitergegeben wurden, diese Meldungen in die Druckvorlage einzufügen.

## Integer
Integer vitae scelerisque purus
„Untadelig im Leben und rein von Verbrechen“ – Horaz, carmina 1,22,1

## Intellectus
Intellectus agens
„Tätige Vernunft“ – Begriff aus der Theologie des Kirchenlehrers Thomas von Aquin in Anschluss an Aristoteles. Die tätige Vernunft strukturiert die durch die Sinne gewonnenen Vorstellungen und stellt sie der möglichen Vernunft zur Verfügung.
Intellectus archetypus
„Urbildliche Vernunft“
Intellectus ectypus
„Abbildliche Vernunft“
Intellectus possibilis
„Mögliche Vernunft“ – Die eigentliche Erkenntnis
Intellectus purus
„Reine Vernunft“ – Begriff aus den Schriften des Philosophen Descartes in Anschluss an Aristoteles. Mit der reinen Vernunft werden die angeborenen Ideen ohne Rückgriff auf die Sinne erkannt.

## Intellego
Intellego, ut credam.
„Ich sehe es ein, um zu glauben.“

## Intellexeram
Intellexeram, inquit, si tacuisses.
„Ich hätte es begriffen, sagte er, wenn du geschwiegen hättest.“ – Siehe auch: „Si tacuisses, philosophus mansisses.“

## Intentio
Intentio obliqua
Intentio recta
Zwei Begriffe aus der scholastischen Philosophie, der eine von zwei Einstellungsarten bezeichnen
* intentio obliqua: „Schräges Gerichtetsein“
* intentio recta: „Gerades Gerichtetsein“

## Inter
Inter alia
„Unter anderem“
Inter canem et lupum
„Zwischen Hund und Wolf“ – d. h.: in der Dämmerung
Inter arma caritas
„Inmitten der Waffen Nächstenliebe“
Inter arma enim silent leges
„Denn unter den Waffen schweigen die Gesetze“
Inter cetera
„Unter anderem“ – Titel einer päpstlichen Bulle
Interregnum
„zwischen den Regierungen“ – Das Interregnum als vorübergehende Zeit ohne Regierung
Inter spem et metum
„Zwischen Hoffnung und Furcht“
Inter urinas et faeces homo nascitur
„Zwischen Urin und Unrat wird der Mensch geboren.“
Herkunft unbekannt; nicht von Augustinus, wie oft behauptet (keine Einträge beim Thesaurus linguae Latinae, ebenso wenig in der Digitalversion der Augustinus-Werke) – möglicherweise mittelalterlichen Ursprungs oder der Renaissance zuzuschreiben.
Inter vivos
„Unter Lebenden“ – Vor allem gebraucht bei Schenkungen.

## Interim

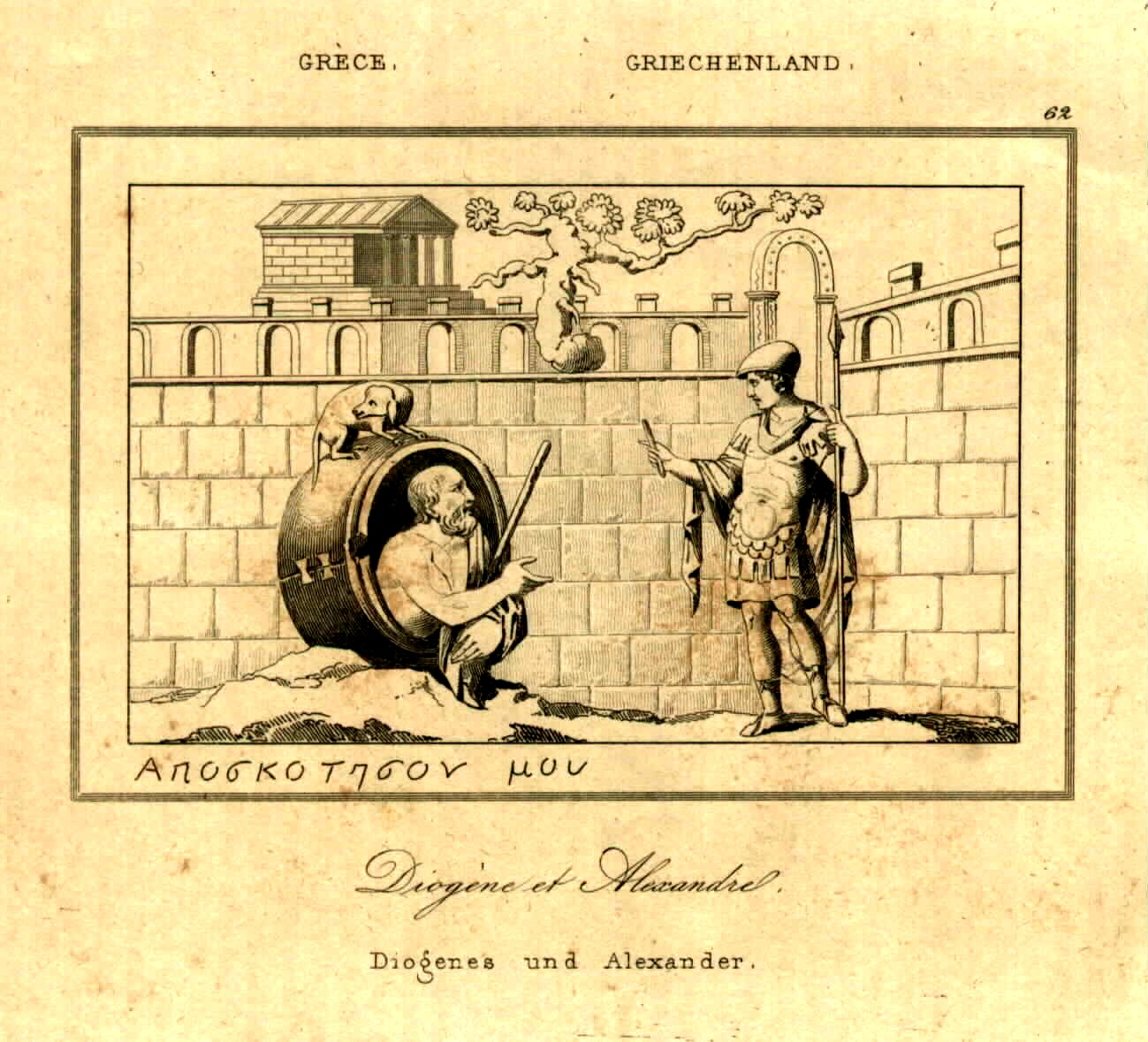
Diogenes und Alexander

Interim fit aliquid.
„Inzwischen geschieht etwas.“ – Kommt Zeit, kommt Rat. Zitat aus der Andria des Dichters Terenz
Interim velim a sole non obstes.
„Inzwischen möchte ich, dass du mir nicht in der Sonne stehst.“ – Diese Worte soll Diogenes von Sinope zu Alexander dem Großen gesagt haben als dieser ihn aufsuchte. Er sagte dies natürlich auf Griechisch: :„“ (Mikron apo tou hēliou metastēthi. – „Geh mir ein bisschen aus der Sonne.“)

## Interni
Interni actus per se spectabiles non sunt.
„Innere Vorgänge sind nicht offensichtlich.“

## Interpretatio
Interpretatio Christiana
„Christliche Auslegung“ – Umdeutung heidnischer Texte oder Bräuche im christlichen Sinn, wie z. B. die 4. Ecloge des Vergil als Ankündigung der Geburt Christi.

## Intra
Intra muros
„Innerhalb der Mauern“ – D. h. „nicht öffentlich“
Intra vires
„Im Machtbereich“

## Introite
Introite, nam et hic dii sunt.
„Tretet ein, denn auch hier sind Götter.“

## Intus
Intus Hecuba, foris Helena
„Innen (böse wie) Hekuba, von außen (schön wie) Helena“
Es handelt sich um die lateinische Übersetzung einer Zeile aus einem Gedicht des Gregor von Nazianz, in dem Hekuba als böse Frau charakterisiert ist.
Hekuba war die Königin von Troja, die den Untergang ihrer Stadt mit ansehen musste, während Helena, um die der Trojanische Krieg geführt wurde, wieder zu ihrem Mann Menelaos zurückkehrte.

## Inveni

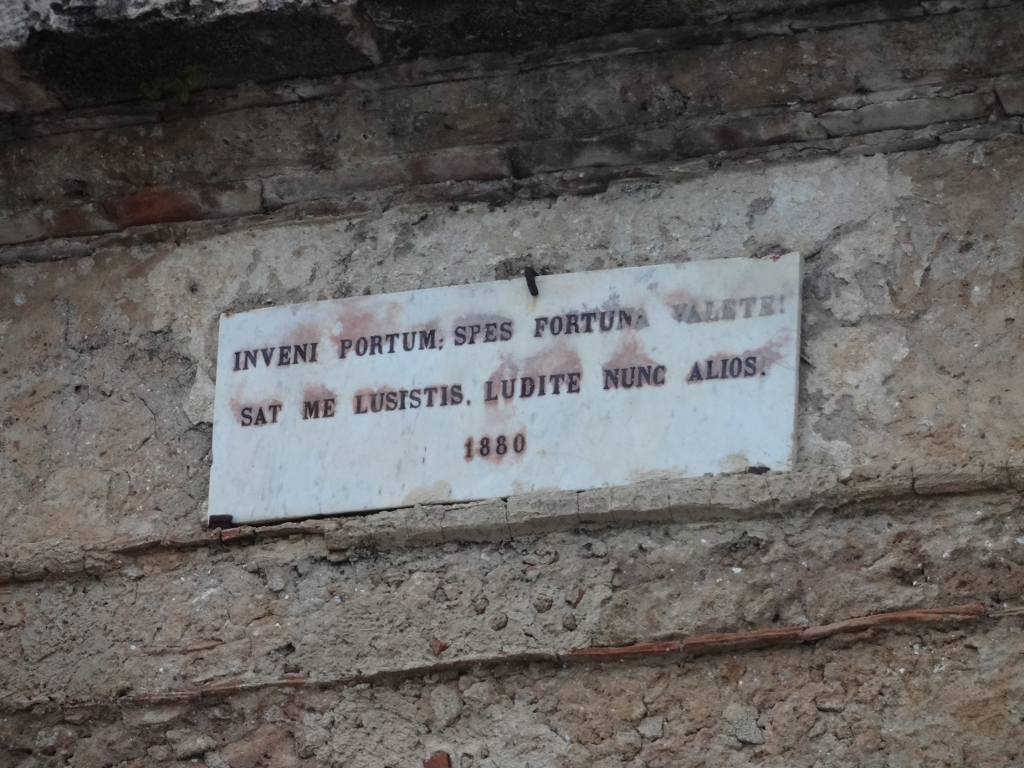
Inveni portum … über dem Eingang zum Palazzo De Angelis in San Marco di Castellabate

Inveni portum. Spes et fortuna valete. Sat me lusistis. Ludite nunc alios.
„Ich habe einen Hafen gefunden. Hoffnung und Glück lebt wohl! Genügend habt ihr mich gefoppt. Spielt nun mit anderen!“
Dieses Epigramm in Form eines Distichons ist in den Memoiren des Giacomo Casanova überliefert. Als dieser 1760 beschloss, fromm zu werden, schlug ihm der Abt von Maria Einsiedeln die Verse als Inschrift über die Tür zu seiner Klosterzelle vor. Casanova bezeichnete sie als Übersetzung von Versen des griechischen Dichters Euripides. Als solche sind sie jedoch nicht nachweisbar, wurden aber vor allem als Grabinschrift, auch verkürzt, oft verwendet.
Nachdem der Jurist Anselm von Feuerbach seine Stelle in Bamberg angetreten hatte, schloss er mit diesem Zitat seinen Dankesbrief vom 28. Juni 1814 an den bayerischen König.
Als Gil Blas, der Protagonist einer Novelle von Alain-René Lesage, ein Landhaus geschenkt bekam, ließ er über den Eingang diese beiden lateinischen Verse in goldenen Lettern einmeißeln, allerdings mit Auslassung eines Worts, so dass der Vers zerstört ist.

## Invictus

Wappenabzeichen des Armstrong-Clans

Invictus maneo.
„Ich bleibe unbesiegt.“ – Motto des schottischen Armstrong-Clans
Der Armstrong-Clan stammt von einem Krieger namens Fairbairn ab, der 1138 den schottischen König, David I., in voller Kampfrüstung mit nur einem Arm auf sein eigenes Pferd gehoben haben soll, nachdem der sein Pferd verloren hatte. David I. nannte ihn von da an „Sir Strong Arm“.
Invictus morior.
„Ich sterbe unbesiegt.“ – Zitat aus den Werken des Schriftstellers Cornelius Nepos:
„Satis vixi; invictus enim morior.“ – „Ich habe genug gelebt, ich sterbe nämlich unbesiegt.“

## Invidia
Invidia dolor est ex alienis commodis.
„Neid ist Leiden unter den Vorteilen anderer.“ – Publilius Syrus: Sententiae
Invidia festos dies non agit.
„Neid hält keine Feiertage.“ – Bacon: De dignitate et augmentis scientiarum 6.3
Invidia gloriae comes.
„Neid ist der Begleiter des Ruhms.“ – Cornelius Nepos: De excellentibus ducibus exterarum gentium

## Invitatio
Invitatio ad offerendum
„Aufforderung zur Abgabe eines Angebotes“

## Iohannes

Wappen Puerto Ricos

Iohannes est nomen eius.
„Johannes ist sein Name.“ – In der ausführlichen Geburtsgeschichte (Lk 1, 5–25, 57–80) kündigt der Erzengel Gabriel dem alten Priester Zacharias die Geburt eines Sohnes an, den er gegen den Brauch Johannes („Der Herr ist gnädig“) nennen soll. Weil er dem Engel nicht glaubt, wird Zacharias stumm. Erst als seine Frau zur Beschneidungsfeier des Kindes der Gemeinde erklärt, der Junge werde Johannes heißen, und sein Vater dies bestätigt, indem er den Satz „Johannes ist sein Name.“ auf eine Tafel schreibt, bekommt er seine Stimme zurück.
Der lateinische Spruch ist auch der Wahlspruch Puerto Ricos.

## Iovem
Iovem lapidem iurare.
Bei dem Jupiter-Stein schwören.
Gemeint ist: Beim Schwören einen Stein als den Donnerkeil des Jupiter in der Hand halten.

## Iovi
Iovi Optimo Maximo
„Dem besten und größten Jupiter“
Oft auf Votivsteinen, die Jupiter geweiht waren

## Ipse
Ipse dixit
„Er selbst hat es gesagt“ – Betont, dass eine Behauptung von einer Autorität aufgestellt wurde. Die Anhänger des Pythagoras sollen oft auf dieses Argument (griechisch Αὐτὸς ἔφα Autós épha) zurückgegriffen haben. „Er selbst hat es gesagt“, galt bei seinen Jüngern als unerschütterliches Argument im Streitgespräch und würgte alle Diskussionen ab.

## Ipsissima
Ipsissima verba
„Genau diese Worte“ – Vor allem in der christlichen Theologie suchte man nach ipsissima verba Iesu, also aramäischen Jesusworten in den ansonsten auf Griechisch verfassten Evangelien, um Worte zu haben, die als völlig original gelten könnten.

## Ipsissimus
Ipsissimus
„Er höchstselbst“ – Meist ironisch gebrauchter Superlativ des Pronomens ipse (selbst); z. B. bei Plautus, wo Charmides auf die Frage, ob er selbst es sei, antwortet „ipsissumus“ („leibhaftig selbst“).

## Ipso
Ipso facto
„Durch die Tatsache selbst.“ – Eine unvermeidbare Folge nach sich ziehend. Im juristischen Sinne ein Vertragsbestandteil, in der ein später eintretender Umstand eine Folge für den Vertrag nach sich zieht. Beispiel: Eine Klausel in einem Ratenvertrag, dass bei Eintreten eines Zahlungsverzuges der gesamte ausstehende Betrag sofort fällig wird. Eine Vertragsklausel, nach der bei einer Insolvenz eines der Vertragspartner der gesamte Vertrag ungültig wird.
Ipso iure
„von Rechts wegen“

## Ira
Ira furor brevis est.
„Zorn ist eine kurze Raserei.“
Der ganze Satz lautet: „Ira furor brevis est; animum rege, qui nisi paret, imperat.“ – „Zorn ist eine kurze Raserei; zügle dein Verlangen; wenn es nicht gehorcht, befiehlt es.“
Ebenso lehrt die Philosophenschule der Stoa; Seneca schrieb drei Bücher „Über den Zorn“ („De ira“). In seinen Tragödien „Medea“ und „Agamemno“ führt er die Hauptfiguren Medea und Clytaemnestra als Beispiele für Zorn vor, der nicht gezügelt, sondern – noch gefüttert mit Argumenten – zur nicht mehr beherrschbaren Leidenschaft wird.
Ira initium insaniae.
„Der Zorn ist der Anfang des Wahnsinns.“
In den „Tusculanae disputationes“ Ciceros wird die Frage gestellt, ob es etwas dem Wahnsinn Ähnlicheres gebe als den Zorn, und es wird mit einem Zitat von Quintus Ennius geantwortet: (Er, der Zorn, ist) „initium insaniae.“ Denn „Hautfarbe eines Zornigen, Stimme, Augen, Atmung, Unbeherrschtheit in Wort und Tat – was hat das noch zu tun mit Gesundheit?“

## Irascendum
Irascendum non esse magister iracundissimus disputat.
„Dass man nicht zürnen darf, erörtert der höchst zornige Lehrer“ – Zitat aus den Werken des Philosophen Seneca

## Ire
Ire docetur eundo.
Gehen lernt man durch Gehen.

## Is
Is fecit, huic prodest.
„Der hat es getan, dem nützt es.“

## Ita
Ita est vita hominum.
So ist das Leben der Menschen.
Ita vero
„So (ist es) gewiss“ – D. h. „ja, gewiss“. Das Lateinische kennt kein eigenes Wort für „ja“

## Ite
Ite, missa est.
„Geht, es ist Entlassung!“ – Schlussworte des Priesters in der lateinischen Heiligen Messe. Von dieser Formel ist auch das Wort Messe abgeleitet. Die Antwort lautet Deo gratias.
Übersetzung nach dem Schott: „Gehet hin, ihr seid entlassen.“

## Iudaei
Iudaei et Dominum occiderunt.
„Die Juden haben sogar den Herrn Jesus getötet.“ – Behauptung gegen die Juden, die außer Acht lässt, dass Jesus Christus selbst ein Jude war und dass das Urteil durch die römische Besatzungsmacht vollzogen wurde.

## Iudex
Iudex a quo
„Richter, von dem“ (ein Rechtsfall abgegeben wird)
Iudex ad quem
„Richter, an den“ (ein Rechtsfall weiterverwiesen wird)
Iudex damnatur, cum nocens absolvitur.
„Der Richter wird verurteilt, wenn der Schuldige freigesprochen wird.“ – Durch ein falsches Urteil macht sich der Richter selbst schuldig, wenn er einen Unschuldigen unterliegen lässt.
Iudex non calculat.
„Der Richter rechnet nicht“: Der Richter entscheidet nicht, indem er Argumente zählt, sondern indem er sie (nach ihrer Überzeugungskraft) wägt. Der Ursprung der Aussage liegt wohl bei einer eher technischen Aussage in den Digesten (Macer Dig. 49, 8, 1, 1), wonach offenbare Rechenfehler im Urteil nicht schaden würden und ohne Weiteres berichtigt werden dürfen, vgl. für das deutsche Recht heute § 319 ZPO. Die Redewendung wird auch scherzhaft im Sinne von „Der Richter [oder allgemein der Jurist] kann nicht rechnen“ gebraucht. Die Herkunft ist ungeklärt.

## Iudice
Iudice Fortuna cadat alea.
„Mit der Glücksgöttin als Richterin falle der Würfel.“ – Zitat aus Eumolpus’ Epyllion über den römischen Bürgerkrieg bei Petronius, Satyricon 122, Vers 174.

## Iudicis
Iudicis est innocentiae subvenire.
Es ist Aufgabe des Richters, der Unschuld zu Hilfe zu kommen.

## Iudicium

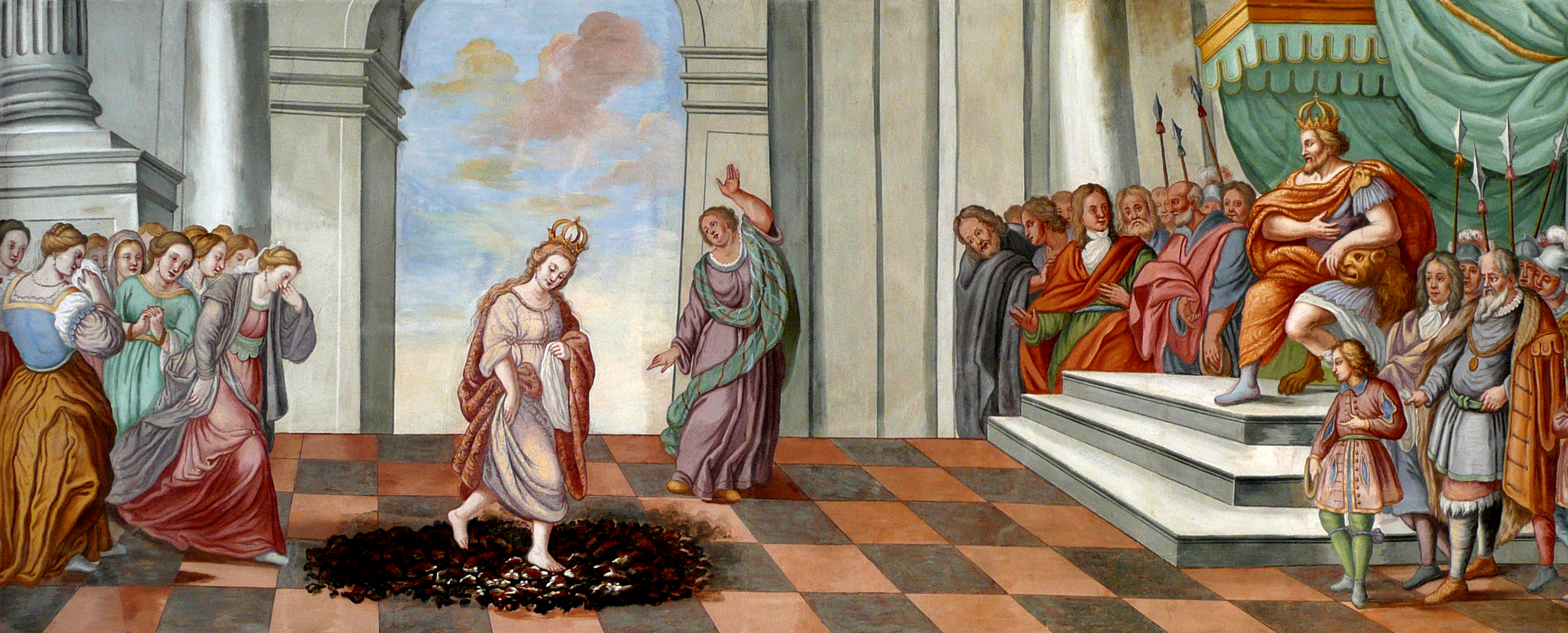
Gottesurteil: Kunigunde von Luxemburg läuft über glühende Kohlen (Deckengemälde in der Abtei Corvey)

Iudicium dei
„Gottesurteil“ – Auch iudicium divinum oder ordalium. Dem Gottesurteil liegt die Vorstellung zugrunde, ein höheres Wesen greife im Zusammenhang eines Rechtsfindungsprozesses ein, um den Sieg der Gerechtigkeit zu garantieren.

## Iulio
Iulio et Caesare consulibus
„Unter dem Konsulat des Iulius und des Cäsar“ – Gaius Julius Cäsar dominierte in seinem Amtsjahr 59 v. Chr. als Konsul so sehr über seinen Amtskollegen Marcus Calpurnius Bibulus, dass sich die Römer darüber lustig machten. Dieser zog sich von allen Amtsgeschäften zurück, verließ sein Haus nicht mehr und widersprach schriftlich sämtlichen Amtshandlungen Caesars.

## Iunctis
Iunctis viribus
„Mit vereinten Kräften“.

## Iura
Iura novit curia.
„Das Gericht kennt das Recht.“
Iura pudorque et coniugii sacrata fides fugiunt aulas.
„Das Recht, die Scham und die heilige eheliche Treue fliehen die Höfe.“ – Seneca, Agamemnon 79-81. Zu Beginn der Tragödie „Agamemnon“ erscheint der Schatten des Thyestes aus der Unterwelt und schildert die Geschichte seiner fluchbeladenen Familie.

## Iure
Iure
„Mit Recht“
Iure meritoque
„Mit Recht und nach Verdienst“ – Mit vollem Recht
Iure naturae aequum est neminem cum alterius detrimento et iniuria fieri locupletiorem.
„Gemäß dem Naturrecht ist es recht und billig, dass niemand unter Schaden und Unrecht für einen anderen reicher wird.“ – Digesten 50,17,206.

## Iuris
Iuris praecepta sunt haec; honeste vivere, alterum non laedere.
„Die Vorschriften des Rechts sind folgende; ehrenhaft leben, einen anderen nicht schädigen.“

## Ius

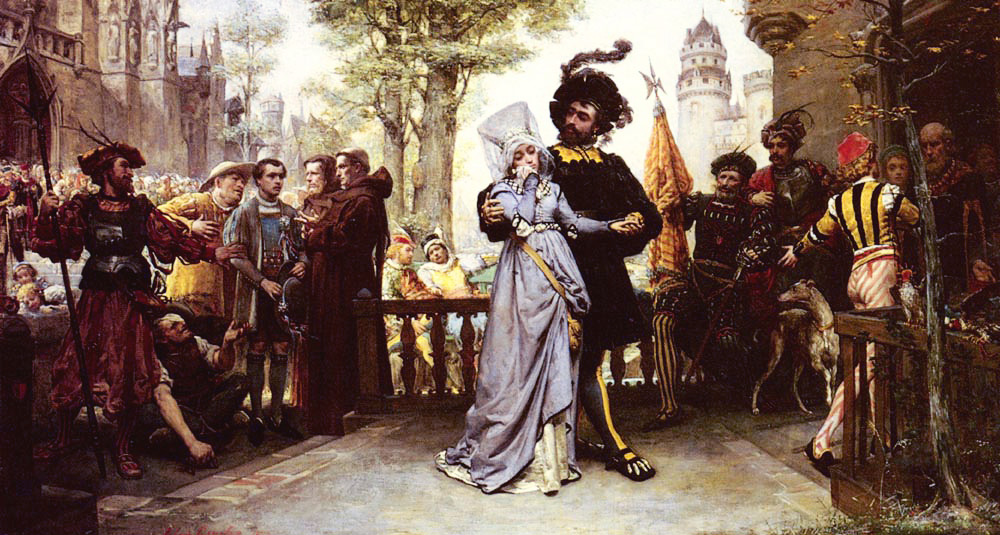
Ius primae noctis: Jules-Arsène Garnier – Le Droit Du Seigneur (1872)

Ius civile
„Bürgerliches Recht“
Im römischen Recht die Gesamtheit aller Rechtsnormen, die ausschließlich auf die römischen Staatsbürger angewandt wurden. Es stand im Gegensatz zu den Bestimmungen, welche den Umgang mit Ausländern regelten und die als Ius gentium bezeichnet wurden.
Hierzu gehört auch die folgende Aussage:
„Ius civile neque inflecti gratia neque perfringi potentia neque adulterari pecunia debet.“ – „Das Bürgerrecht darf nicht durch Gunst gebeugt, noch durch Macht gebrochen, noch durch Geld verfälscht werden.“
Ius cogens
„Zwingendes Recht“ – Eine Rechtsnorm kann aus Gründen des Schutzes einer Partei oder des Rechtsverkehrs nicht durch Vereinbarung der Parteien abbedungen werden.
Ius de non appellando
„Recht der letzten Instanz“ – Vorrecht der deutschen Reichsstände, Gerichte zu unterhalten, gegen deren Urteile keine Berufung vor einem Reichsgericht, wie dem Reichskammergericht, eingelegt werden konnte.
Ius dispositivum
„Nachgiebiges Recht“ – Die betreffende Rechtsnorm kann von den Parteien abbedungen werden. Gilt für die meisten Gesetze des Zivilrechts.
Ius divinum
„Göttliches Recht“
Ius gentium
„Völkerrecht“ – Rechtsordnung, die die Beziehungen zwischen den Völkerrechtssubjekten regelt.
Ius gladii
„Schwertrecht“ – Vollmacht, im Rahmen der Kapitalgerichtsbarkeit, außerhalb Roms Todesurteile auszusprechen und diese vollstrecken zu lassen
Ius indigenatus
„Recht der Einheimischen“ – Privilegien, die sich der Preußische Bund von Polen zusichern ließ, beschränkte die polnische Einmischung und regelte die Selbstverwaltung.
Ius posterius derogat priori.
„Späteres Recht bricht früheres Recht.“ – Variante von „Lex posterior derogat priori“.
Ius primae noctis
„Recht der ersten Nacht“ – Angebliches Recht eines Gerichtsherren, bei der Heirat von Personen, die seiner Herrschaft unterstehen, die erste Nacht mit der Braut verbringen zu dürfen.
Ius Sanguinis
„Recht des Bluts“ – Prinzip, nach dem ein Staat seine Staatsbürgerschaft an Kinder verleiht, deren Eltern oder mindestens ein Elternteil selbst Staatsbürger dieses Staates sind. Es wird daher auch „Abstammungsprinzip“ genannt.
Ius Soli
„Recht des Bodens“ – Prinzip, nach dem ein Staat seine Staatsbürgerschaft an alle Kinder verleiht, die auf seinem Staatsgebiet geboren werden.
Ius summum saepe summa est iniuria.
„Das höchste Recht ist oft das höchste Unrecht.“
Ius talionis
„Recht der Wiedervergeltung“ – Variante von „Lex talionis“.

## Iuvat
Iuvat ipse labor.
„Die Arbeit selbst erfreut.“ – Zitat aus den Schriften des Dichters Martial.
Iuvat o meminisse beati / temporis.
„Oh, es erfreut, sich an eine glückliche Zeit zu erinnern!“ – Ovid, Metamorphosen 7,797f.

## Iuvenesque
Iuvenesque, senesque et pueri nasum rhinocerotis habent.
„Jünglinge, Greise und Knaben haben eine Rhinocerosnase.“ – Gemeint ist damit, dass sie ihre Nase sehr hoch tragen. Zitat aus den Schriften des Dichters Martial

## Iuventus
Iuventus Mundi
„Jugend der Welt“ – Motto der Don-Bosco-Stiftung, die weltweit Straßenkindern hilft.